# Rudolf Strohmeier

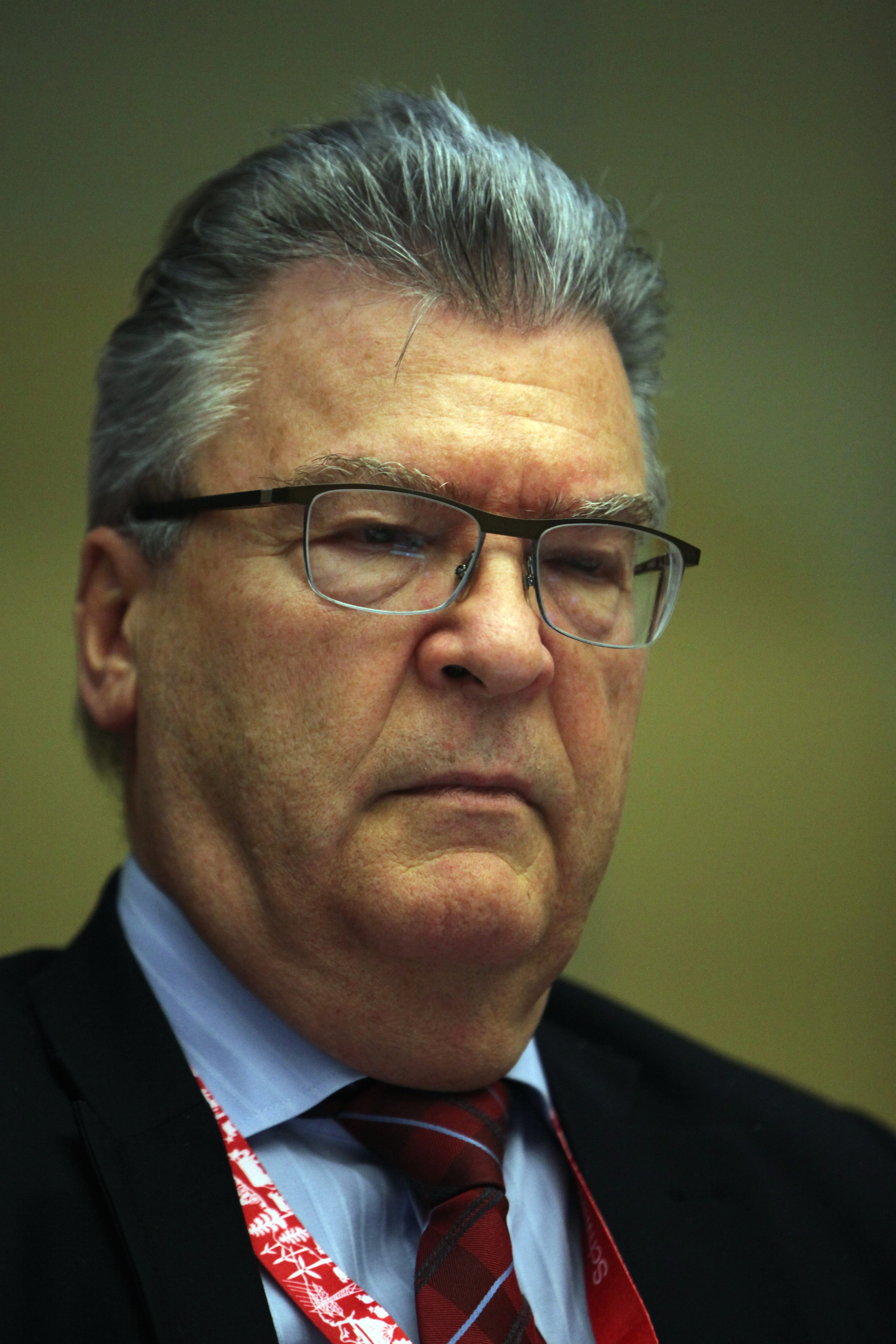
Rudolf Strohmeier

Rudolf Walter Strohmeier (* 22. Dezember 1952 in Würzburg) ist ein deutscher Beamter der Europäischen Union und leitet seit 2016 als Generaldirektor das Amt für Veröffentlichungen (OP) der Europäischen Kommission.

## Biografie
Rudolf Strohmeier besuchte das Röntgen-Gymnasium Würzburg, absolvierte ein Studium der Volkswirtschaft und der Rechtswissenschaften mit zweitem Staatsexamen an der Universität München und wurde 1981 an der Universität Würzburg zum Dr. iur. promoviert.
Strohmeier trat in den bayerischen Staatsdienst ein und war von 1980 bis 1985 bei der Vertretung des Freistaats beim Bund tätig. 1987 leitete er das bayerische Informationsbüro in Brüssel. Zunächst von 1985 bis 1987 abgeordnet, trat er in den Dienst der Europäischen Kommission. Er gehörte den Kabinetten der Kommissare Peter Schmidhuber von 1987 bis 1995 und Franz Fischler von 1995 bis 2000 an. Danach bekleidete er verschiedene Positionen in der Generaldirektion Landwirtschaft. Von 2005 bis 2010 war er Kabinettschef der Kommissarin Viviane Reding. Anschließend amtierte er bis 2016 als stellvertretender Generaldirektor der Generaldirektion Forschung und Innovation. Zum Leiter des Amts für Veröffentlichungen wurde er mit Wirkung zum 1. Mai 2016 ernannt.

## Ehrungen
2007: Medaille für besondere Verdienste um Bayern in einem Vereinten Europa